# Ekembo
Ekembo – wymarły rodzaj człekokształtnych, obejmujący 2 gatunki zaliczane wcześniej do rodzaju prokonsul. Zamieszkiwał tereny Afryki Wschodniej w miocenie, skamieliny sprzed 19,5-17 milionów lat znaleziono na wyspach na Jeziorze Wiktorii. Wielkością mózgu przypominał współczesne większe koczkodanowce. W budowie kośćca nie zaznaczają się jeszcze przystosowania do typowego dla późniejszych człekokształtnych sposobu poruszania się przez brachiację.

## Systematyka
Ekembo zalicza się do pierwotnych człekokształtnych.
Rodzaj Ekembo został wyłączony z innego rodzaju naczelnych, opisanego w 1926 prokonsula. Jego najstarsze szczątki pochodzą z zachodniej Kenii, wśród stanowisk wymieniano Kisingiri, na wyspach Rusinga i Mfangano. Niegdyś uważano go za wyjściowego człowiekowatego, dzisiaj podchodzi się do takiej tezy bardziej krytycznie. Inne poglądy sytuują go u rozejścia się człekokształtnych i koczkodanowców. Do tegoż rodzaju zaliczano długi czas także skamieniałości znalezione na Rusinga. P. nyanzae opisany został w 1950 przez Le Gros Clark i Leakey. W 1986 Kelley stwierdził pewne odrębności mniejszych okazów zaliczanych wtedy do P. africanus, dzięki czemu zespół Walkera 7 lat później opisał nowy gatunek P. heseloni. Jednakże Kieran P. McNulty, David R. Begun, Jay Kelley, Fredrick K. Manthi i Emma N. Mbua w 2015 opublikowali przegląd taksonomii prokonsula, w którym zaliczyli je do nowo nazwanego przez siebie rodzaju Ekembo. Wybrali taką nazwę, gdyż oznacza ona w miejscowym języku suba małpę. W efekcie ekembo stał się rodzajem znanym z większej liczby znalezisk od prokonsula w nowym rozumieniu.
Autorzy rodzaju umieścili go w infrarzędzie wąskonosych Catarrhini i nadrodzinie człekokształtnych Hominoidea. Nie podjęli się jednak zaliczenia go do konkretnej rodziny, pisząc w swej publikacji rodzina incertae sedis (czyli nieokreślona). Gatunkiem typowym wybrali Ekembo nyanzae.
Z form przypominających ekembo w miocenie wyewoluowały formy bardziej przypominające małpy człekokształtne, będące przodkami człowieka.

## Budowa
Autorzy opisu ekembo scharakteryzowali nowo ustanowiony rodzaj jako przedstawiciela człekokształtnych średnich bądź większych rozmiarów, wykazującego dymorfizm płciowy.
Zwracają oni uwagę na szeroką kość czołową o wydatnej glabelli i dobrze rozwiniętych zatokach, zwężającą się do przodu w kierunku wałów nadoczodołowych. Grzebień strzałkowy nie występował, przynajmniej u samic. Oczodoły szerokie. Ich budowa wskazuje na dzienny tryb życia. Obszar międzyoczodołowy był szeroki i płaski. Górna część twarzy ustawiała się pionowo. Otwór nosowy również szeroki. Kość szczękowa miała dużą zatokę, sięgającą P3/P4. Między kośćmi szczękową a przysieczną, przypominającą spotykaną u dzisiejszych gibonowatych, była znaczna przerwa. Przednia część podniebienia także była szeroka. Żuchwa była smuklejsza, niż u Equatorius i prokonsula, krótsza, niż prokonsulowa. Z twarzy miał ekembo przypominać dzisiejsze gibonowate. Podobną twarz miał też moropitek i oreopitek. Skręcenie twarzy ku górze u ekembo czy gibonów, będące cechą pierwotną, określa się mianem airorynchii, w przeciwieństwie do klinorynchii, apomorfii człowiekowatych.
Budowa pozostałości wskazuje na duży mózg, przynajmniej jak na małpę z miocenu. Biorąc poprawkę na masę ciała, odpowiadał wielkości mózgu pawiana, gibona czy siamanga, znacznie przewyższając równoczasowego mu egiptopiteka.
Pod względem prymitywnych zębów zwierzę to przywodzi na myśl egiptopiteka. Siekacze górne różnią się od siebie, środkowe mają guzek po stronie językowej, boczne są asymetryczne z dobrze rozwiniętym brzegiem. Występuje obręcz (cingulum), mniej wydatna jednak, niż u prokonsula. Siekacze dolne są bardziej podobne do siebie, wąskie. Kły wykazują dymorfizm płciowy, są nieznacznie spłaszczone bocznie, o niskich koronach oraz gładkich, stożkowatych korzeniach. Zęby policzkowe noszą na powierzchni szerokie, niskie guzki. Również miały obręcze. Dolne dwa pierwsze trzonowce kształtu prostokątnego, pierwszy szerszy od następnego. Oba M3 zróżnicowane pod względem guzków. Obręcze trzonowców są większe, niż u Equatorius. Uzębienie ekembo (zwłaszcza siekacze) wskazuje na umiejętność pożywiania się nasionami o twardych łuskach czy łupinach, mimo że aparat żuciowy miał znacznie słabszy, niż afropitek, nie mówiąc już o gryfopiteku. Trudno im było żywić się twardym pokarmem roślinnym, jak bulwy czy korzenie. Natomiast międzypłciowe różnice wielkości i kształtu kłów wskazują na życie w grupach, w których samce konkurowały ze sobą o wybranki. Na podstawie zębów można też próbować oszacować tempo wzrostu zwierzęcia. U ekembo nie różniło się ono zbytnio od typowego dla pawiana czy gibona
Kręgosłup w części dystalnej układał się równolegle do podłoża, jak i u dzisiejszych małp zwierzokształtnych, co sprawiało, że oglądane z daleka ekembo specjalnie by się od nich nie różnił sylwetką, nie licząc jednej istotnej cechy: nie było ogona. Jak na małpę człekokształtną przystało, kręgosłup ekembo wieńczyła kość ogonowa, zawijająca się ku przodowi. Nie jest to pogląd akceptowany przez ogół badaczy, ale oparty na rekonstrukcji poczynionej na bazie kości krzyżowej, wąskiej; niewielkie kręgi ogonowe mogły się po prostu nie zachować. Pierwszym naczelnym, co do braku ogona u którego nie ma żadnych wątpliwości z uwagi na obecną w zapisie kopalnym kość guziczną, jest dopiero nacholapitek. Begun uważa jednak, że już ekembo ogona nie miał, z czego wnioskuje, że linia koczkodanowców, zaopatrzonych w ogon, którym pomaga on utrzymać równowagę, musiała oddzielić się od linii człekokształtnych wcześniej. Ponadto odcinek lędźwiowy tworzyło 6 kręgów o wyrostkach poprzecznych wychodzących z grzbietowego brzegu trzonu, bardziej brzusznie, niż u Morotopithecus (podaje tak praca ustanawiająca nowy rodzaj, której David Begun jest współautorem, w swojej książce popularnonaukowej pisze on już jednak o 7). Prócz nich wydatne wyrostki dodatkowe stanowiły miejsce przyczepu dla mięśnia prostownika kręgosłupa. Generalnie Begun nie widzi znaczących różnic między kręgosłupem lędźwiowym u ekembo i koczkodanowców. W każdym razie chodzi o większy odstęp między przednimi a tylnymi łapami. Kręgosłup taki był giętki, zapewniał szeroki zakres ruchów. Budowa taka to przystosowanie do biegu na czterech łapach. U późniejszych człekokształtnych występuje mniej kręgów lędźwiowych. U człowieka rozumnego jest ich 5. Skrócenie tego odcinka czyni kręgosłup stabilniejszym, co ma znaczenie dla dwunożności, ale rozwinęło się wpierw jako przystosowanie do brachiacji.
Klatkę piersiową ekembo McNulty i współpracownicy opisują jako wąską, długą, głęboką, o segmentach mostka szerokich a płaskich.
Długość kończyn górnych i dolnych nie przedstawiała istotnej różnicy. Dłonie i stopy był zapewne chwytne, z czym Begun wiąże wspomniany wcześniej brak ogona. Postuluje nawet rozwój mózgu zmuszonego do kontroli precyzyjnych ruchów palców, koniecznych dla skompensowania braku ogona, rozważając temat konsekwencji bliskiego sąsiedztwa ośrodka ruchowego palców i odpowiadającego za rozwój mowy u człowieka.
Budowa kończyn górnych nie wskazuje na możliwość brachiacji. Łopatka leżała bocznie, a nie z tyłu klatki piersiowej, co byłoby przystosowaniem do zwisania z gałęzi. Panewka była wąska, owalna, skierowana dobrzusznie. Kość ramienna cechowała się głową skierowaną w tył, trzonem o niewielkim skręceniu w retrofleksji oraz końcem dalszym bez porządnie wykształconej główki ani bloczka, z wąskim dołem kruczym i płytkim wcięciem bloczka. Kość łokciowa nosiła duży wyrostek łokciowy, wystający z tyłu, uniemożliwiający pełny wyprost kończyny w stawie łokciowym, niezbędny w zwisaniu z gałęzi drzew. Wyrostek taki, stanowiący przyczep mięsnia trójgłowego ramienia, stanowi wyraz przystosowania do biegu, ale i do wspinaczki. Wcięcie półksiężycowate jest wąskie. Wyrostek rylcowaty jest z kolei długi i tworzy połączenia stawowe z kośćmi trójgraniastą i grochowatą. Taka budowa stabilizuje nadgarstek, u człowiekowatych połączony z przedramieniem bardziej luźno (dzięki redukcji wyrostka rylcowatego), co zwiększa zakres ruchów. Świadczy to o pierwotnej budowie tej okolicy u ekembo. Kość promieniowa zaczynała się niewielką, owalną głową, kończyła zaś powierzchnią stawową głównie dla kości łódeczkowatej. Kości nadgarstka opisują autorzy opisu rodzaju jako wąskie, zwracają uwagę na ich niepołączenie ze sobą. Wskazują na niewielki haczyk kości haczykowatej i jej powierzchnię trójgraniastą w kierunku przyśrodkowym. Kości śródręcza określają jako proste, o wąskich podstawach, jak i głowach (węższych niż choćby u Equatorius). Doceniają dobrze rozwinięty kciuk. Paliczki widzą jako podobne do obserwowanych u koczkodanowców. Ekembo biegał po gałęziach, a nie zwisał z nich, jak jego następcy, na przykład keniapitek. Brachiacja miała wyewoluować później, w późnym miocenie.
Miednicę miał ekembo wąską, długą. Kość biodrowa przyjmowała pozycję strzałkową. Łączyła się niewielkim stawem z kością krzyżową. Kość kulszowa była zaś wydłużona, nie miała guzowatości. Kość udowa opisana została przez autorów rodzaju jako smukła, o małej głowie z centralnie ulokowaną fovea na długiej szyi. Głowa i szyi tworzyły kąt ostry z trzonem. Krętarz większy był zredukowany, grzebień międzykrętarzowy skromniejszy, niż u bliskich krewnych. Dystalnie kość ta była węższa, niż u Morotopithecus, w przeciwieństwie do kłykci podobnych u obu rodzajów. Rzepka była szeroka, płaska. Kość piszczelową opisują jako długą i smukłą, strzałkę zaś – jako dobrze zbudowaną. Stęp i śródstopie budują kości wydłużone, paluch jest dobrze zbudowany. Paliczki nie różnią się od typowych dla koczkodanowców, są jednak trochę mocniej zbudowane, niż u prokonsula.

## Rozmieszczenie geograficzne i ekologia
Pozostałości Ekembo odkryto w Kenii na stanowisku Rusinga/Mfangano. Rusinga to wyspa na Jeziorze Wiktorii. W miocenie (szczątki tego rodzaju liczą sobie 19,5-17 milionów lat), zanim jeszcze pojawiło się rzeczone jezioro, leżała w okolicy wulkanu Kisingiri, na obszarze klimatu z porą suchą i deszczową, na obszarze porosłym lasem równikowym, mniej gęstym od swego dzisiejszego odpowiednika, bardziej suchym, sezonowym, z niektórymi drzewami zrzucającymi liście. Podobne porastają dzisiaj Amerykę Środkową i Afrykę między zwrotnikami. Obfitował jednak w miejsca o dużej wilgotności, w bagna. Były też miejsca słabo zadrzewione. Dzięki tufom węglanowym Rusinga doskonale zachowała pozostałości organizmów żywych. Begun wymienia prostoskrzydłe i gąsienice różnych owadów, a także kameleony, liczne drobne ssaki, jak gryzonie, dawne owadożerne, nietoperze, zajęczaki, góralki, te ostatnie nie tylko drobnych rozmiarów. Z większych ssaków okolice te zamieszkiwały trąbowce, w tym deinoteria, hipopotamowate i antrakoteria, świniowate, chalikoteria. Na roślinożerców polowały kreodonty. Faunie naczelnych tego miejsca nie dorównuje żadna inna w całej Afryce. Galagowate reprezentowały Progalago i Komba, lorisowate – Mioeuoticus. Wśród małp żyły tam Dendropithecus, Limnopithecus, Nyanzapithecus, nie wspominając już o samym ekembo.
Znaleziono tam czaszkę, zęby, szkielet pozaczaszkowy. Tylko w jednym z odsłonięć (Kaswanga Primate State) odkryto skamieliny 9 okazów. Inne znaleziska pochodzą z pobliskiego Mwfangano oraz z dzisiejszej Ugandy.